# Fritz Koch (Regierungsrat)

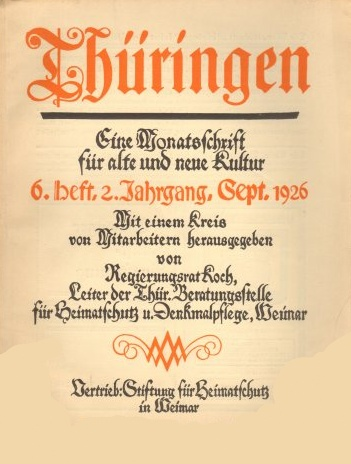
Zeitschrift Thüringen

Friedrich Ernst Karl Richard „Fritz“ Koch (* 16. Dezember 1880 in Meiningen; † 2. November 1968 in Erfurt) war ein deutscher Verwaltungsjurist und Kulturpolitiker.

## Leben
Er studierte Jura und lebte zunächst in seiner Heimatstadt, in der er sich mit Fragen des Sozialen Wohnungsbaus und Gestaltungssatzungen befasste. 1907 wurde er als Nachfolger Robert Mielkes Geschäftsführer des vier Jahre zuvor von Paul Schultze-Naumburg gegründeten Deutschen Bundes Heimatschutz. 1911 war er zudem an der Gründung einer Heimatschutz-Stiftung beteiligt. Dabei begriff er Heimatschutz auch als ein Mittel zu internationalen Verständigung, wie er wenige Monate vor dem Ersten Weltkrieg in einer Zeitung der Internationalen Friedensbewegung schrieb. Unter anderem regte er grenzübergreifende Projekte wie den Schutz der Hohen Venns zwischen Belgien und Deutschland oder bei der Rheinregulierung bei Laufenburg zwischen Deutschland und der Schweiz an. Als 1914 Paul Schultze-Naumburg als Präsident des Bundes zurücktrat, wurde auch Fritz Koch als Geschäftsführer entlassen.
In den Zwanziger Jahren war Koch Mitglied der Deutschen Demokratischen Partei. 1922 berief ihn die sozialdemokratisch geführte Regierung des neugegründeten Landes Thüringen zum ersten Leiter einer neugegründeten „Beratungsstelle für Heimatschutz und Denkmalpflege“ in Position eines angestellten Regierungsrates. Nach den Wahlen 1923 kam die Beratungsstelle zum Ministerium für Volksbildung und Justiz unter dem Minister Richard Leutheußer. Mit einem Kreis von Mitarbeitern gab er eine Monatszeitschrift Thüringen heraus. Im Bereich des Umweltschutzes setzte er sich für eine Zusammenarbeit mit den Naturfreunden ein. Zudem arbeitete er am Entwurf eines Thüringer „Heimatschutzgesetzes“, auf dessen Grundlage u. a. auch Enteignungen zur Sicherung der Ziele möglich sein sollten, und forderte er die Einrichtung einer zentralen, weisunggebenden Naturschutzbehörde. Diese Absichten stießen jedoch auf heftigen Widerstand sowohl in der Landesregierung als auch in der Wirtschaft.
Nach den Landtagswahlen vom 23. Januar 1930 wurde Koch schließlich entlassen, zumal auch die DDP nicht mehr an der neuen Regierung beteiligt war. 1931 stellte ihn Paul Schultze-Naumburg als Geschäftsführer der von ihm neu organisierten Hochschule für Bauten, bildende Künste und Handwerk Weimar ein.
Nach 1945 bekleidete Koch das Amt eines Regierungsrates im thüringischen Volksbildungsministerium und war Leiter der Landesstelle für Heimatschutz und Denkmalpflege.

## Schriften
- Wichtige Ortsstatute nach dem preussischen Verunstaltungsgesetz, Hrsg. vom Bund Heimatschutz, Meiningen 1908
- Die Pflege der Schönheit und Eigenart der Heimat als soziale Aufgabe gerade für unsere arme Zeit, in: Meininger Tagblatt Nr. 165, Meiningen, 12. November 1921
- Die staatliche Organisation des Heimatschutzes und der Heimatkunde im Lande Thüringen, in: Thüringen, Jg. 3, Weimar 1927/28.
- Deutschland in Farbenphotographie, Bd. 13: Thüringen, Verlagsanstalt für Farbenphotographie Carl Weller, Berlin 1930